# Дівчина з Ессексу

Розташування Ессекса у Великій Британії, безпосередньо на північний схід від Лондона

Дівчина з Ессексу, як зневажливий гендерний стереотип у Сполученому Королівстві, стосується жінки, яку вважають розпусною і нерозумною, характеристики, які жартома приписуються жінкам з Ессексу. Він широко застосовується по всій країні і набув популярності, починаючи з 1980-х та 1990-х років.

## Негативний стереотип
Стереотипний образ, сформований у вигляді варіації небалакучої блондинки, зазвичай в підборах на шпильці, мініспідниці, зі збільшеними силіконом грудьми, перекисно-висвітленим волоссям, можливе надмірне використання автозасмаги, вона розпусна, гучно висловлює словесну вульгарність у недорогих нічних клубах.

## Оскарження стереотипу
У 2004 році Боб Рассел, депутат від ліберал-демократів від Колчестера в Ессексі, звернувся з проханням про дебати у Палаті громад з цього приводу, заохочуючи бойкотувати таблоїд The People, який надрукував кілька принизливих згадок про дівчат з Ессексу.
Жіноча консультативна група Ессексу була створена у 2010 році для боротьби з негативними стереотипами щодо дівчат, які проживають в Ессексі, шляхом підтримки жіночих благодійних організацій із Ессексу, які допомагають тим, хто цього потребує, а також фінансуючи проєкти, які сприяють навчанню та успіху жінок і дівчат у науці, техніці, мистецтві, спорті та бізнесі. Благодійний фонд управляється Фондом спільноти Ессекса.
6 жовтня 2016 року Джульєтта Томас та Наташа Сокінс із The Mother Hub розпочали кампанію у соціальних мережах, щоб привернути увагу до негативного визначення дівчини з Ессексу в Оксфордському словнику англійської мови та Коллінзовому словнику. Їх основною метою було підвищити обізнаність та розпочати діалог навколо зневажливого стереотипу дівчина з Ессексу. Їхня кампанія була зосереджена на зміні визначення поняття «дівчина з Ессексу», заохочуючи жінок використовувати хештег #IAmAnEssexGirl та включаючи петицію про зміну або видалення принизливих визначень зі словника. Кампанія дійшла до національної преси.